# سلامة صغير
سلامة صغير قرية سوريّة تتبع إداريّاً لمحافظة حلب منطقة عين العرب ناحية مركز عين العرب، بلغ تعداد سكانها 649 نسمة حسب التعداد السكاني لعام 2004.